# Iso-Kukkuri
Iso-Kukkuri är en sjö i Finland. Den ligger i kommunen Suomussalmi i landskapet Kajanaland, i den nordöstra delen av landet, 600 km norr om huvudstaden Helsingfors. Iso-Kukkuri ligger 224,2 meter över havet. Den är 14,5 meter djup. Arean är 1,06 kvadratkilometer och strandlinjen är 12,56 kilometer lång. Sjön  ingår i Uleälvens huvudavrinningsområde. 